# Коляденко Ірина Володимирівна

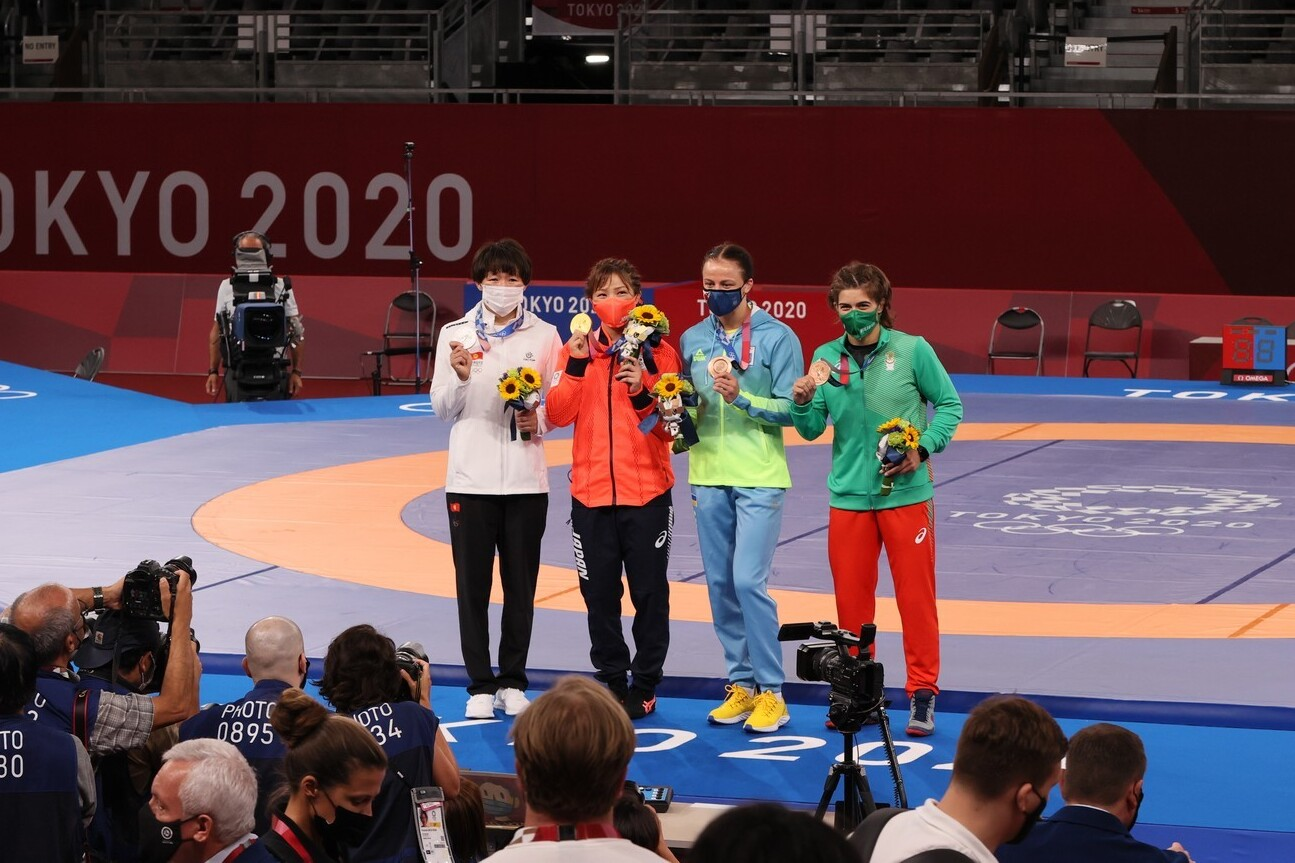

Іри́на Володи́мирівна Коляде́нко (нар. 28 серпня 1998, Радомишль, Житомирська область) — українська спортсменка-борчиня, триразова чемпіонка Європи, срібна призерка Чемпіонату світу, срібна призерка Олімпійських ігор 2024 року, бронзова призерка Олімпійських ігор 2020 року, Чемпіонка України.

## Життєпис
Вихованка Радомишльської ДЮСШ, Чемпіонка в молодших вікових категоріях.
Восени 2018 року двічі стала бронзовою призеркою світових першостей — у вересні здобула медаль на юніорському чемпіонаті в Словаччині, в листопаді піднялася в Бухаресті на п'єдестал чемпіонату світу серед жінок (до 23 років).
На початку 2019 року зазнала травму й перенесла операцію на коліні. В липні 2019 року здобула золоту медаль на чемпіонаті України з вільної боротьби в Івано-Франківську. Тренер — Володимир Яременко.
19 вересня 2019 року здобула срібну медаль Чемпіонату світу з боротьби в Нур-Султані (Казахстан) — у ваговій категорії до 65 кілограмів. У фіналі поступилася росіянці Інні Тражуковій — це перша медаль Ірини на дорослому рівні.
4 серпня 2021 року принесла Україні бронзову медаль у вільній боротьбі у ваговій категорії до 62 кг на літніх Олімпійських іграх в Токіо.
17 січня 2022 року стала членкинею Ради з молодіжних питань — консультативно-дорадчого органу при Президентові України. Персональний склад Ради затверджений Указом глави держави від 17 січня 2022 року. У 2021 році увійшла до рейтингу «Топ-100 знакових людей спорту України».

## Спортивні результати на міжнародних змаганнях

### Виступи на Олімпіадах
| Змагання                                   | Збірна  | Вагова категорія          | Місце  |
| ------------------------------------------ | ------- | ------------------------- | ------ |
| Боротьба на літніх Олімпійських іграх 2020 | Україна | жіноча боротьба, до 62 кг | Бронза |
| Боротьба на літніх Олімпійських іграх 2024 | Україна | жіноча боротьба, до 62 кг | Срібло |

### Виступи на чемпіонатах світу
| Змагання                        | Збірна  | Вагова категорія          | Місце  |
| ------------------------------- | ------- | ------------------------- | ------ |
| Чемпіонат світу з боротьби 2019 | Україна | жіноча боротьба, до 65 кг | Срібло |
| Чемпіонат світу з боротьби 2023 | Україна | жіноча боротьба, до 62 кг | Бронза |

### Виступи на Чемпіонатах Європи
| Змагання                         | Збірна  | Вагова категорія          | Місце  |
| -------------------------------- | ------- | ------------------------- | ------ |
| Чемпіонат Європи з боротьби 2020 | Україна | жіноча боротьба, до 65 кг | Бронза |
| Чемпіонат Європи з боротьби 2021 | Україна | жіноча боротьба, до 62 кг | Золото |
| Чемпіонат Європи з боротьби 2023 | Україна | жіноча боротьба, до 62 кг | Золото |
| Чемпіонат Європи з боротьби 2024 | Україна | жіноча боротьба, до 65 кг | Золото |
| Чемпіонат Європи з боротьби 2025 | Україна | жіноча боротьба, до 65 кг | Бронза |

### Виступи на Кубках світу
| Змагання                    | Збірна  | Вагова категорія | Місце  |
| --------------------------- | ------- | ---------------- | ------ |
| Кубок світу з боротьби 2022 | Україна | команда          | Золото |

### Виступи на інших змаганнях
| Змагання                                                          | Збірна  | Вагова категорія          | Місце  |
| ----------------------------------------------------------------- | ------- | ------------------------- | ------ |
| Київський Міжнародний турнір з боротьби 2017                      | Україна | жіноча боротьба, до 60 кг | 5      |
| Кубок світу 2017                                                  | Україна | команда                   | 6      |
| Київський Міжнародний турнір з боротьби 2018                      | Україна | жіноча боротьба, до 62 кг | 7      |
| Київський Міжнародний турнір з боротьби 2019                      | Україна | жіноча боротьба, до 65 кг | Золото |
| Турнір Маттео Пелліконе 2020                                      | Україна | жіноча боротьба, до 62 кг | 5      |
| Європейський олімпійський кваліфікаційний турнір з боротьби 2021  | Україна | жіноча боротьба, до 62 кг | Золото |
| Турнір Маттео Пелліконе 2022                                      | Україна | жіноча боротьба, до 62 кг | Золото |
| Відкритий чемпіонат Польщі з боротьби 2022                        | Україна | жіноча боротьба, до 62 кг | 7      |
| Турнір Ібрагіма Мустафи 2023                                      | Україна | жіноча боротьба, до 62 кг | Бронза |
| Турнір Каба Уулу Кодомкулу та Раатбека Санатбаєва з боротьби 2023 | Україна | жіноча боротьба, до 62 кг | 10     |
| Відкритий чемпіонат Загреба з боротьби 2024                       | Україна | жіноча боротьба, до 62 кг | 7      |
| Меморіал Поляка Імре та Варги Яноша 2024                          | Україна | жіноча боротьба, до 62 кг | Срібло |
| Турнір Мухамета Мало 2025                                         | Україна | жіноча боротьба, до 65 кг | Бронза |

### Виступи на змаганнях молодших вікових груп
| Змагання                                       | Збірна  | Вагова категорія          | Місце  |
| ---------------------------------------------- | ------- | ------------------------- | ------ |
| Чемпіонат Європи з боротьби серед юніорів 2017 | Україна | жіноча боротьба, до 63 кг | 9      |
| Чемпіонат світу з боротьби серед молоді 2017   | Україна | жіноча боротьба, до 63 кг | 7      |
| Чемпіонат світу з боротьби серед юніорів 2018  | Україна | жіноча боротьба, до 65 кг | Бронза |
| Чемпіонат світу з боротьби серед молоді 2018   | Україна | жіноча боротьба, до 65 кг | Бронза |
| Чемпіонат світу з боротьби серед молоді 2019   | Україна | жіноча боротьба, до 65 кг | Бронза |

## Відзнаки та нагороди
- Краща спортсменка Київщини з вільної боротьби 2018 року.
- Орден княгині Ольги II ст. (23 серпня 2024) — За досягнення високих спортивних результатів на XXXIII літніх Олімпійських іграх у місті Парижі (Французька Республіка), виявлені самовідданість та волю до перемоги, утвердження міжнародного авторитету України.[7]
- Орден княгині Ольги III ст. (16 серпня 2021) — За досягнення високих спортивних результатів на XXXII літніх Олімпійських іграх в місті Токіо (Японія), виявлені самовідданість та волю до перемоги, утвердження міжнародного авторитету України[8].
- Відзнака Київської обласної ради "Нагрудний знак «За заслуги перед Київщиною» (2021)[9]
- 30 вересня 2021 року Ірині Коляденко надали звання Почесної громадянки міста Ірпінь[10].